# Ivana Brlić-Mažuranić
Ivana Brlić-Mažuranić (Ogulin, 1874. április 18. – Zágráb, 1938. szeptember 21.), horvát írónő, akadémikus.

## Élete
Ivana Brlić-Mažuranić Ogulinban született 1874-ben. Mažuranić-ház sajnos már nem áll, de a városi múzeum eredeti bútorokkal rekonstruálta szobáját és a családja szobáját, Ogulin városa pedig Ivana Brlić-Mažuranić Meseháza múzeum megnyitását tervezi. Nevezetes értelmiségi polgári családból származik. Apja, Vladimir Mažuranić író, jogász és történész volt. Nagyapja a híres politikus, Ivan Mažuranić horvát bán és költő, nagyanyja Aleksandra Mažuranić, Dimitrija Demeter nyelvész nővére volt. Ivana még lány volt, amikor nagyapjához Zágrábba, Gornji Gradba (Felsőváros) költözött, és nagyapja élete utolsó éveit vele töltötte. Önéletrajzában csodálattal és tisztelettel emlékezik meg nagyapja fizikailag és szellemileg erős személyéről. Tizenöt évesen megismerkedhetett unokatestvérével, Fran Mažuranić-tyal, aki akkor már ismert költő volt. Hosszú sétákkal és beszélgetésekkel töltötték idejüket. Ivana az ő tanácsára kezdett naplót írni, és attól fogva minden nap szorgalmasan írta tele a lapokat benyomásaival, gondolaival, és gondosan rögzítette a fontos eseményeket. Rövid ideig egy zágrábi leányiskolában tanult, majd magántanulmányokat végzett, ahol kiváló oktatást kapott, beleértve az idegennyelvtudást is. Elsősorban a franciát szerette, így néhány első irodalmi próbálkozása franciául történt. Kiváló horvát nyelvi oktatást kapott nagybátyjától, Antun Mažuranić professzortól, aki Ljudevit Gaj munkatársa volt. Családja először Ogulinból Károlyvárosba, majd Jasztrebarszkába költözött.
1891. augusztus 15-én eljegyezték Vatroslav Brlić ügyvéddel és politikussal. Esküvőjük 1892. április 18-án, Ivana 18. születésnapján volt a zágrábi Szent Márk-templomban. Egyik keresztszülőjük Zágráb akkori polgármestere, Milan Amruš volt. Az esküvő után Ivana és férje Bródba (ma Slavonski Brod) költözött, ahol élete nagy részét családjának, az oktatásnak és irodalmi munkásságának szentelte. Hétgyermekes édesanyaként alkalma nyílt megismerkedni a gyermek lelkivilágával, és ezáltal megérteni világuk tisztaságát, naivitását.
A nemzeti szellemben nevelkedő férjével, Vatroslavval a horvát nemzeti mozgalom vezetői köreibe tartozott. A Horvát-Magyar Párt elleni politikai tevékenységéért Josip Juraj Strossmayer püspök aranyéremmel tüntette ki. Az első világháború alatt lányaival, Zorával és Nadával együtt vöröskeresztes ápolónőként dolgozott Bródban, és odaadó munkájáért kitüntetést is kapott. Élete utolsó részében depresszióban szenvedett, és a betegséggel folytatott hosszú küzdelem után 1938. szeptember 21-én öngyilkos lett a zágrábi srebrnjaki kórházban. A zágrábi Mirogoj temetőben, a családi sírboltban temették el.

## Irodalmi munkássága
Már gyermekkorában kezdett verseket, esszéket és naplójegyzeteket írni, de első művei csak a 20. század elején jelentek meg. Első dalát, a „Zvijezdi moje domovine” (Hazám csillagai) Ogulinban írta 1886-ban. Az első cikke, a „Sajam u Bosni” (Boszniai vásár) 1900. szeptember 6-án jelent meg a Hivatalos Közlönyben (66. évf., 204. szám, 3. o.), M. betűvel aláírva. A „Valjani i nevaljani” (Igaz és hamis) című, gyermekeknek szóló novella- és versgyűjtemény 1901 decemberében jelent meg saját kiadásában, melyet magánhasználatra szántak. A Valjani i nevaljani gyűjtemény kiadása után cikkeket és novellákat írt gyerekeknek, amelyek újságokban és folyóiratokban jelentek meg. 1903-tól rendszeresen jelennek meg történetei és szövegei, mint például a „Škola i praznici” (Iskola és ünnepek) című ismeretterjesztő cikksorozat. 1913-ban „Čudnovate zgode šegrta Hlapića” (Hlapić inas különös kalandjai) című gyermekregényével hívta fel magára az olvasóközönség figyelmét. Ebben a feszült történetben a szegény Hlapić inas megszökik mesterétől, és a végén sok balszerencse után a jó és a szeretet győz. „Slike” (Képek, 1912) címmel versgyűjteményt írt, de írt „Knjigu omladini” (Könyv fiatalonak) címmel pedagógiai hangvételű ifjúsági könyvet (1923), feljegyzéseket a családtörténetről (Obzor, 1933-1934), amelyeket három könyvben adott közre (1934, 1935), és történelmi kalandregényt is fiataloknak „Jaša Dalmatin potkralj Gudžerata” (Jaša Dalmatin Gudzsarat alkirálya, 1937) címmel, melyet német és francia nyelvre is lefordítottak.
Írói munkásságának koronája az 1916-ban megjelent „Priče iz davnine” (Mese az ősidőkről) című novellagyűjtemény, amely a hétköznapi világot a szláv mitológia ihlette mitológiai bölcsességének motívumaival ábrázolja. Ez a könyv egy tündérmesén keresztül eleveníti fel a horvátok kereszténység előtti hitvilágát. Az olyan szereplők, mint Kosjenka és Regoč, Stribor, Jaglenc, Rutvica, Palunk, Vjest, Potjeh, Malik Tintilinić, Svarožić és Bjesomar olyan emberi erkölcsi tulajdonságok és érzések megtestesítői, mint a hűség, a szeretet és a kedvesség, az instabilitás és gyengeség. Történeteiben gyakran megjelenik a gazdagság és a távoli világok utáni vágy, mint az emberi igazság és tudás utáni vágy szimbóluma. Amikor 1924-ben Angliában „Tales of Long Ago” címmel kiadták könyvének fordítását, harminc tekintélyes angol magazin és folyóirat írt róla: A Daily Dispatch Ivana Brlić-Mažuranićot „horvát Andersennek” nevezi, a Church Times pedig azt mondja, hogy a történetek „a horvátok etikai zsenialitását fejezik ki, akik nemcsak a gyerekeket, hanem az időseket is elvarázsolják, és bepillantást engednek egy kevéssé ismert nemzet lelkébe.”
1927-ben képeskönyvet adott ki „Dječja čitanka o zdravlju” (Gyermekolvasó az egészségről) címmel, melyhez az illusztrációkat Vladimir Kirin készítette. A könyv higiéniai és egészségügyi témájú, gyermekeknek szóló verseket tartalmaz (a napi kézmosás, tüsszögés és köhögés elleni védelem, a dohányzás káros hatása, a legyek, mint betegségek hordozói stb.). Ez az első képeskönyv Horvátországban, amelynek szerzője és illusztrátora is horvát. Négy év alatt (1931, 1935, 1937, 1938) hatszor jelölték irodalmi Nobel-díjra. 1937-ben az első nőként, akit ilyen kitüntetésben részesítettek a Jugoszláv Tudományos és Művészeti Akadémia felvette (levelező) tagjai közé.
A kritikusok prózáját az életidealizmus, a természetes kifejezésmód és a ritka finom humor egyedülálló szintézisének tartották, így bár gyerekeknek írt, kollégái (Antun Branko Šimić, Dragutin Domjanić) és irodalomtörténészek (Antun Barac) is dicsérték. A legnagyobb horvát kiadó a „Školska knjiga d.d.” a gyermekek és fiatalok irodalmi kreativitásának elősegítésére 1971-ben megalapította az Ivana Brlić-Mažuranić Irodalmi Díjat. Ivana Brlić-Mažuranićot gyakran horvát Andersennek (gyermekmesélői virtuozitása miatt) és a horvát Tolkiennek (a mitológia fantasztikus világába nyúlásáért) is nevezik. Eredetiségével és frissességével a világ gyermekirodalmának nagyjai mellett áll. Műveit a világ összes jelentősebb nyelvére lefordították.

## Főbb művei
- Valjani i nevaljani (1901).
- Škola i praznici (1905).
- Slike (1912).
- Čudnovate zgode šegrta Hlapića (1913).
- Priče iz davnine – Bajke. (1916).
- Knjiga omladini – Crtice, (1923).
- Dječja čitanka o zdravlju (1927).
- Iz arhive obitelji Brlić u Brodu (1934. – 1935.)
- Jaša Dalmatin, potkralj Gudžerata (1937).
- Srce od licitara (1939).
- Basne i bajke (1943).

## Kitüntetések
A Szent Száva Rend harmadik fokozata, amellyel 1934. április 18-án I. Sándor jugoszláv király tüntette ki.

## Fordítás
Ez a szócikk részben vagy egészben  az   Ivana Brlić-Mažuranić című horvát Wikipédia-szócikk ezen változatának fordításán alapul.  Az eredeti cikk szerkesztőit annak laptörténete sorolja fel. Ez a jelzés csupán a megfogalmazás eredetét és a szerzői jogokat jelzi, nem szolgál a cikkben szereplő információk forrásmegjelöléseként.